# Гаубица

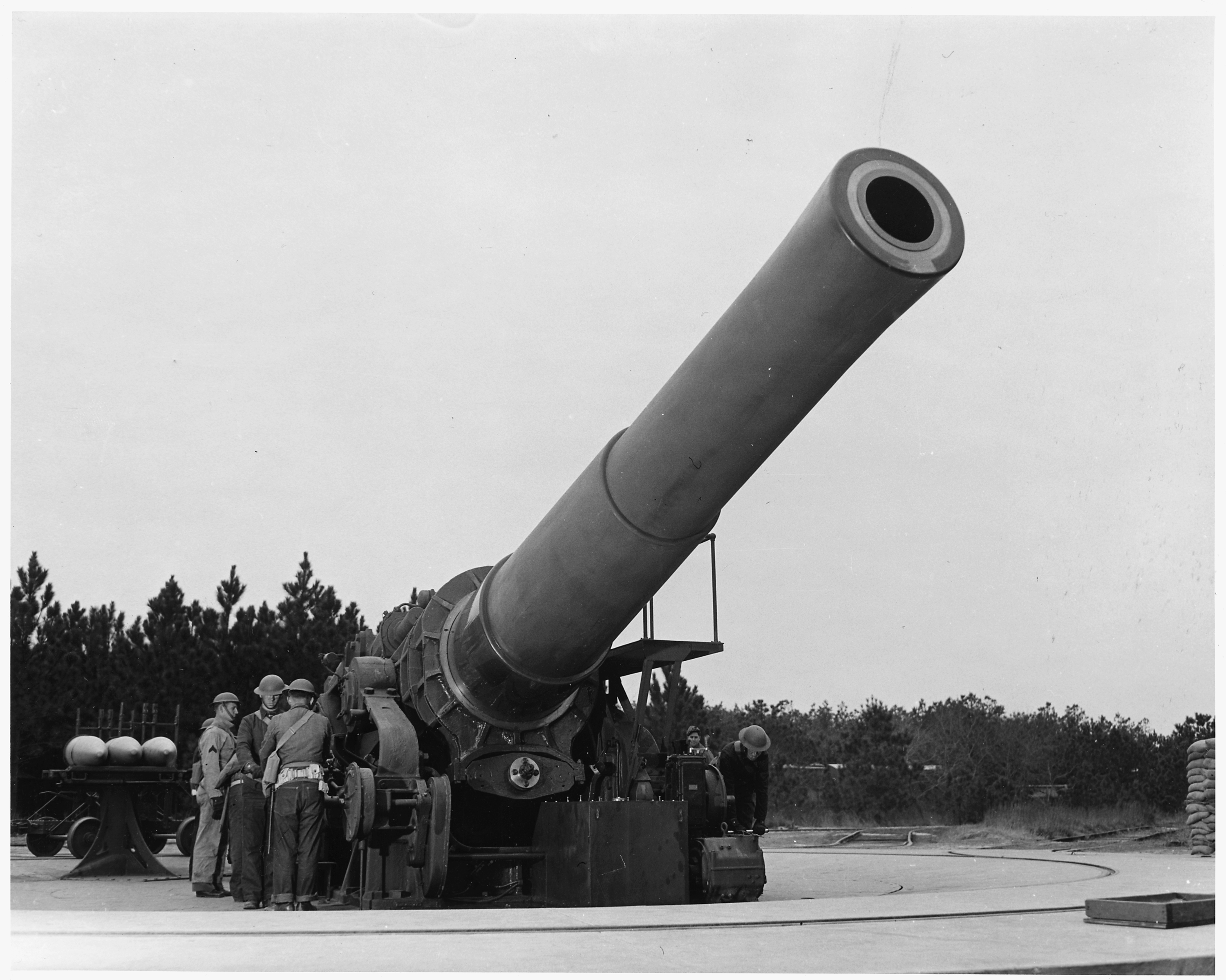
16-дюймовая (406 мм) гаубица, США, 1942 год

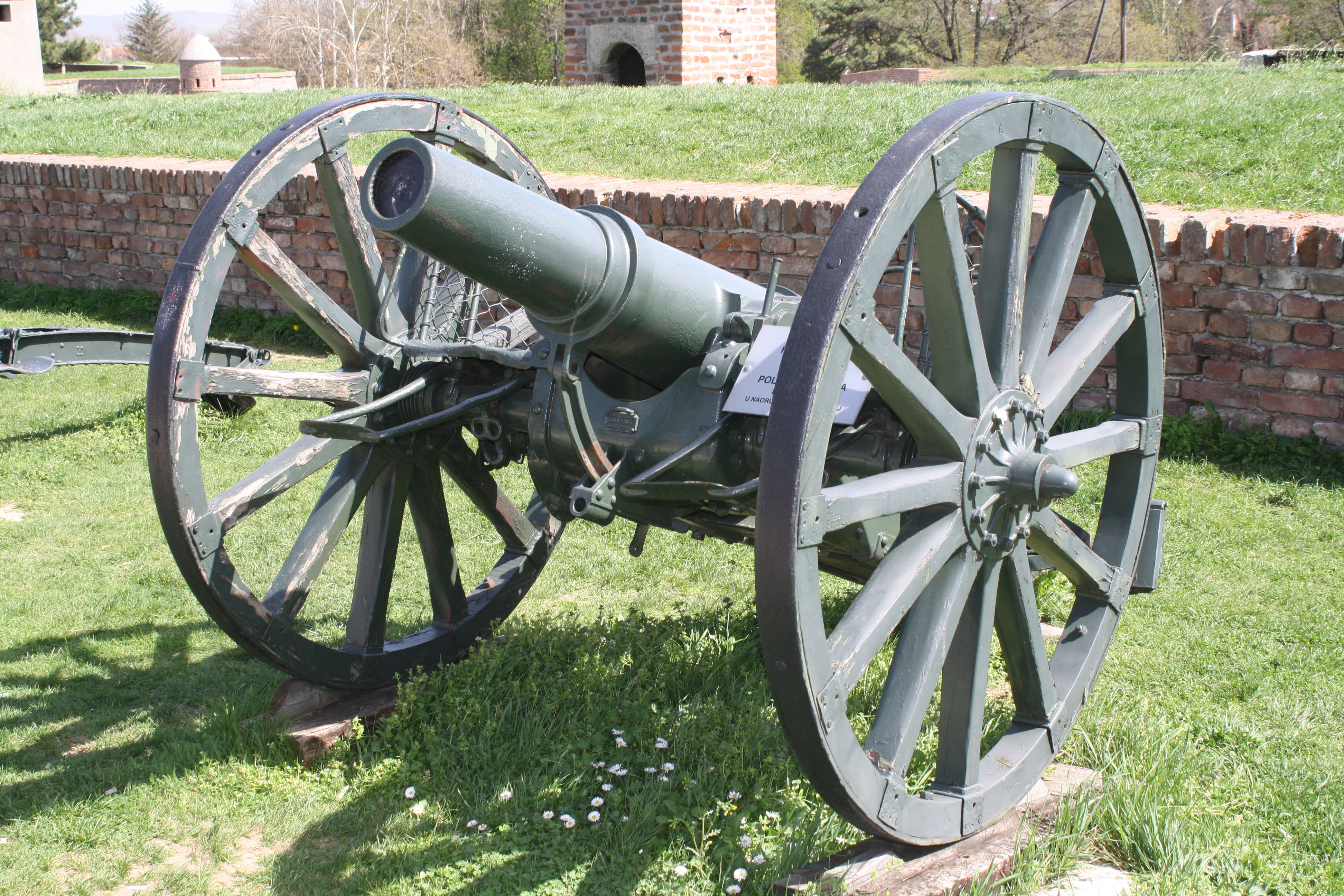
120-мм полевая гаубица Круппа образца 1897 года

Га́убица (нем. Haubitze ← чеш. houfnice, первоначально — орудие для метания камней) — тип артиллерийского орудия, предназначенного преимущественно для навесной стрельбы с закрытых огневых позиций, вне прямой видимости цели.
Первоначально гаубицей являлся тип относительно короткоствольного (длина канала 22−30 калибров) артиллерийского орудия калибром 100−305 мм, предназначенного для навесной стрельбы по укрытым целям и оборонительным сооружениям (убежищам, наблюдательным пунктам, блиндажам). Такие гаубицы «бросали» снаряд на углах возвышения 21−45° с начальной скоростью 500−600 м/с по крутой траектории на дальность 10−15 км. Снижение начальной скорости снаряда достигалось относительным укорочением длины ствола и относительным уменьшением массы порохового заряда (не более 15 % массы снаряда). Для изменения крутизны траектории и дальности стрельбы при постоянном угле возвышения в боекомплект гаубицы включён ассортимент снарядов с 8—12 различными по массе зарядами. Первые гаубицы были в два-три раза легче пушки того же калибра.
Существовали и орудия, сочетающие в себе свойства гаубицы и пушки (гаубицы-пушки). В настоящее время разница между пушками и гаубицами размыта и трудноопределима, поскольку практически все современные гаубицы имеют ствол значительной длины (до 52-53 калибров) и в то же время способны вести огонь прямой наводкой, являясь, таким образом,  гаубицами-пушками. Ввиду этого в настоящее время термин гаубица-пушка имеет исключительно историческое значение.
По принятой в США классификации гаубицей считается любое артиллерийское орудие, способное вести огонь как под большим углом (угол возвышения от 45 ° до 90 °), так и под малым углом (угол возвышения от 0 ° до 45 °). Пушками считаются орудия, способные вести огонь только под малым углом (угол возвышения от 0 ° до 45 °). Мортирами считаются орудия, способные вести огонь только под большим углом (угол возвышения от 45 ° до 90 °).
Гаубицы входят в состав войсковой (в иностранных вооружённых силах полевой) артиллерии, имеют калибр 100 мм и более, раздельное заряжание, переменный заряд, достаточно высокую скорострельность — до 6 выстрелов в минуту (в зависимости от калибра), дальность стрельбы до 17 км и угол возвышения до 75°. Большинство современных гаубиц самоходные, старые системы имеют механическую тягу, скорострельность современных гаубиц составляет до 10−12 выстрелов в минуту, дальность стрельбы до 50 км и более.
Старорусское название данного типа орудий — гауфница — является транскрипцией с чешского, богемизмом.

## История

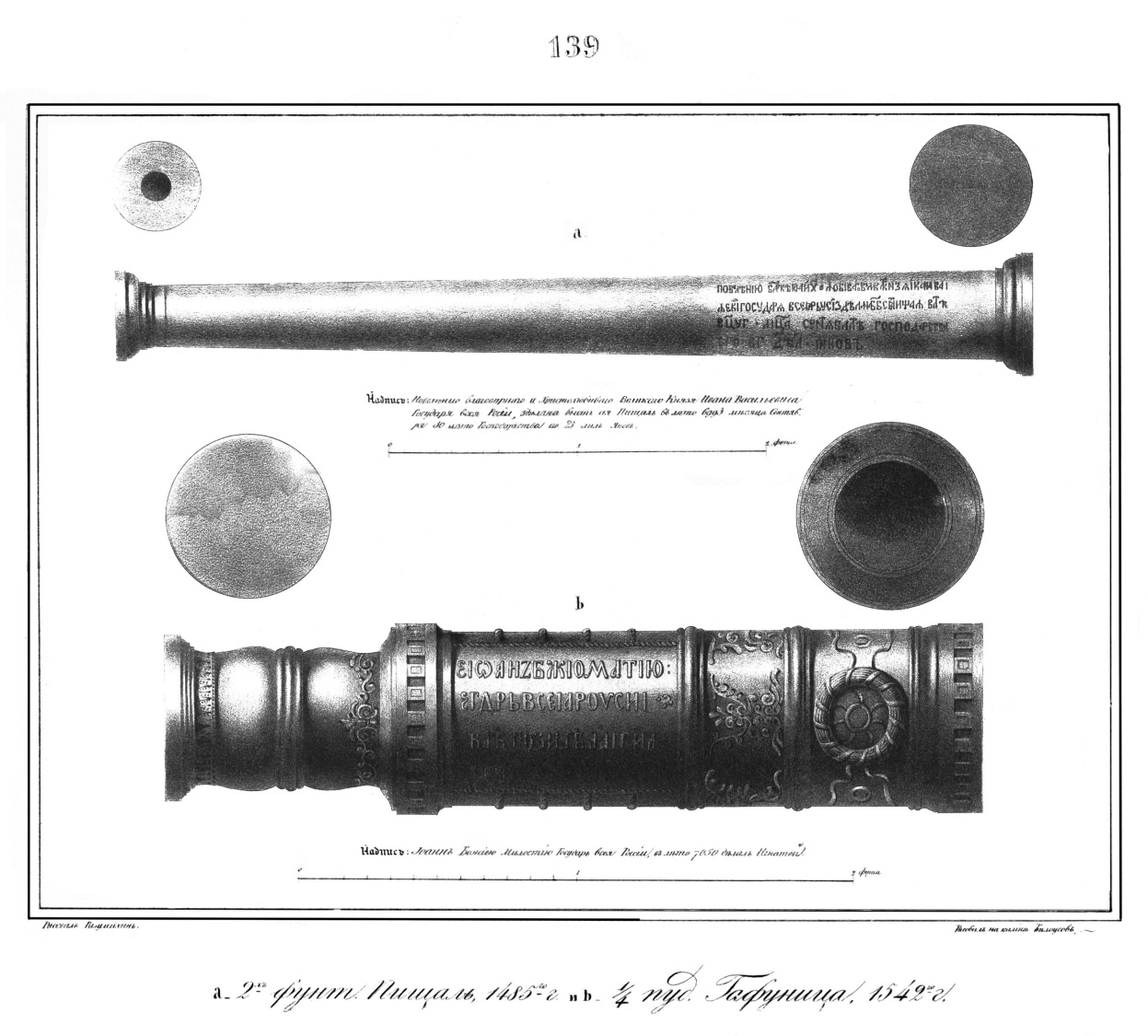
Русские пищаль 1485 года (литейщик Яков) и «гауфница» 1542 года (литейщик Игнатий).

Первые гаубицы появились в Европе в XIV веке (Священная Римская империя), имели большой калибр и предназначались для стрельбы каменной картечью. В то время они были не очень популярными.

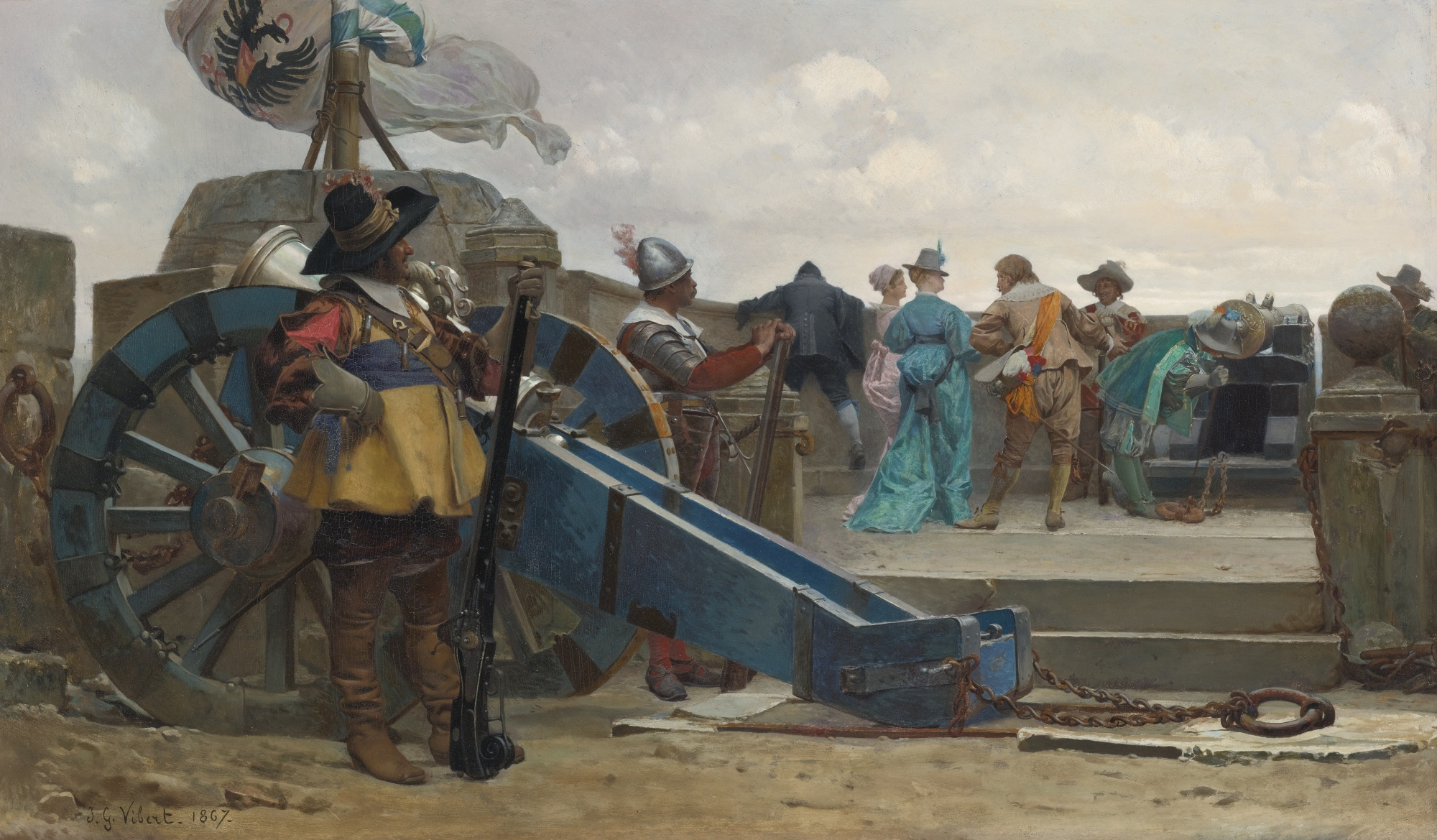
Жан Жорж Вибер. «На крепостной стене» (1867)

Расцвет гладкоствольных дульнозарядных гаубиц начался в XVII веке. Тогда их стали применять для стрельбы разрывными снарядами (бомбами или гранатами). Длина канала ствола этих орудий тогда не превышала средней длины человеческой руки — это делалось для удобства заряжания, чтобы закладывать снаряд в ствол без каких-либо дополнительных приспособлений. В XVIII−XIX веках гаубица определялась как артиллерийское орудие, промежуточное между пушкой и мортирой. При сравнительно небольшой длине канала ствола (от 8 до 14 калибров), гаубица при полном пороховом заряде могла вести прицельную стрельбу прямой наводкой, как пушка, а при уменьшенном заряде (и меньшей начальной скорости снаряда) и большем возвышении ствола могла стрелять навесным огнём, как мортира. При этом современники часто отмечали, что навесное действие гаубиц часто было малоэффективным, а отдача при стрельбе на больших углах возвышения разрушительно действовала на лафет орудия. Однако гаубицы использовались благодаря своей «промежуточности» — тяжёлые мортиры с большим калибром были абсолютно непригодны для полевых сражений, а гаубицы можно было ставить на прямую наводку. Кроме того, гаубицы стреляли и гранатами, и ядрами, и картечью — мортиры же использовали только гранаты или бомбы, а полевые пушки мало подходили для огня разрывными снарядами.
В России в середине XVIII века были приняты на вооружение универсальные гаубицы (единорог графа Шувалова): они могли стрелять всей номенклатурой боеприпасов (картечью, ядрами и гранатами). Из-за конической формы каморы в стволе ускорялся и облегчался процесс заряжания, а сферические снаряды лучше центрировались в стволе. Это давало единорогам лучшую точность и кучность огня по сравнению с зарубежными аналогами. Кроме того, во время Семилетней войны использовалась «секретная гаубица» Шувалова. Её секрет заключался в наличии эллипсовидного, расширяющегося к дулу канала ствола, что было сделано для лучшего разлета картечных пуль. Применение этого орудия было ограниченным, так как стрелять из «секретной гаубицы» можно было только картечью. «Секретные гаубицы» были сняты с вооружения после смерти графа Шувалова. А единороги с незначительными усовершенствованиями продержались на службе до середины XIX века.
С введением и распространением нарезной артиллерии название гаубицы на какое-то время выходит из употребления, однако в конце XIX — начале XX века опять начинает употребляться. С этих пор гаубицами называют орудия больших калибров, использующиеся преимущественно для навесной стрельбы. Однако большинство гаубичных систем XX века, а также современные гаубицы имеют возможность ведения огня прямой наводкой или по настильной траектории. Гаубицы используются по сей день как артиллерийское орудие современных армий, наряду с пушками.

## Типы
Гаубицы бывают следующих типов, в зависимости от развития военного дела того или иного государства:
- универсальная;
- стационарная (крепостная);
- буксируемая;
- самоходная и другие.